# قائمة جزر إندونيسيا

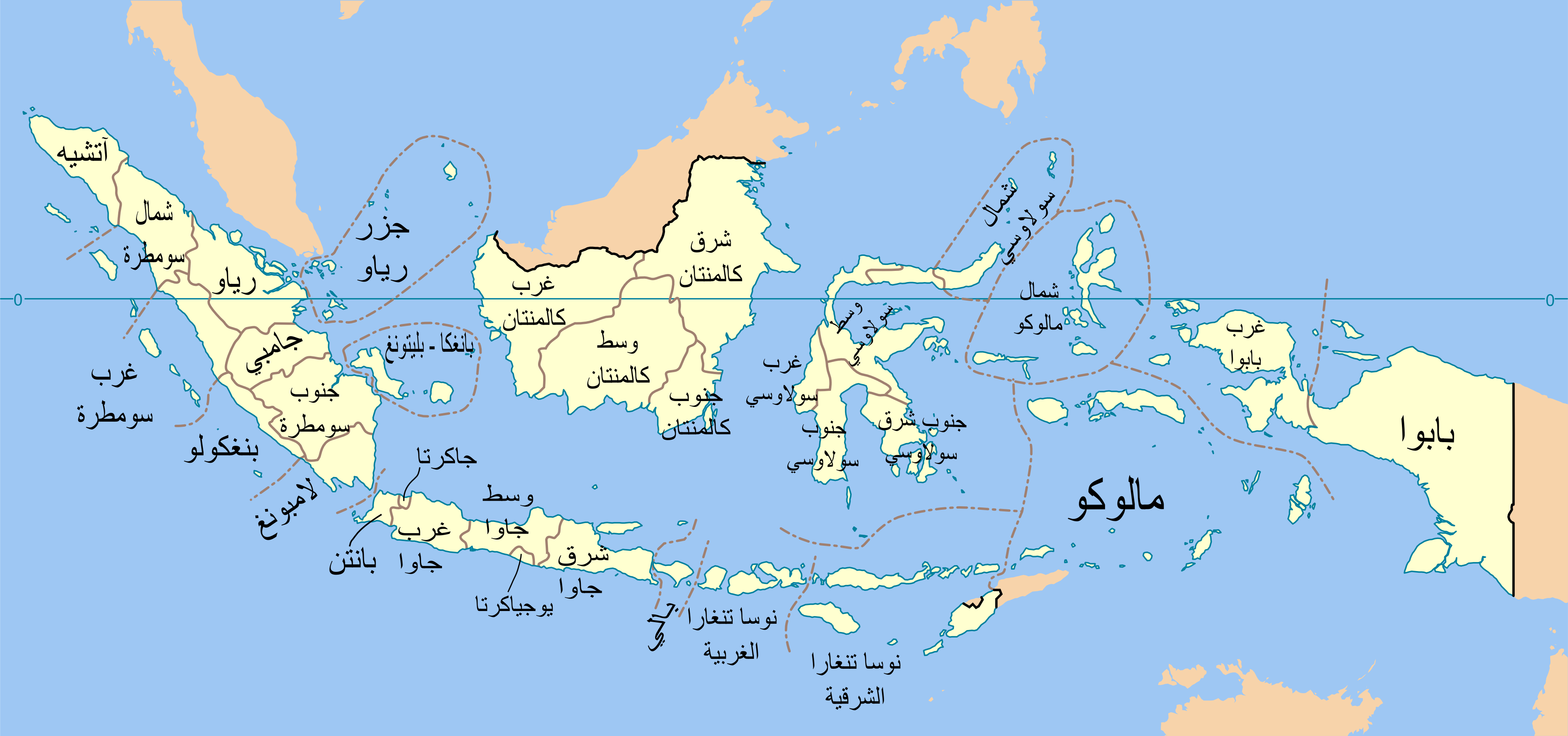
خريطة مقاطعات إندونيسيا.

إندونيسيا دولة تصنف على أنها تتبع قارة آسيا وبعضهم يجعلها ضمن أوقيانوسيا أو قارة أستراليا ، وهي مكونة من أكبر عدد من الجزر المكونة لأرخبيل في العالم كله.
عدد الجزر يقدر ما بين 17508 - 18306 جزيرة منها 8444 جزيرة تحمل اسماً حسب الحكومة الإندونيسية. يبلغ عدد الجزر المأهولة بالسكان منها 922 جزيرة لا غير.
تغطي الجزر مسافة 5400 كم (3400 ميلا) من مدينة سابانغ (Sabang) في جزيرة ويه والتي تقع في أقصى الشمال الشرق وبالتحديد شمال جزيرة سومطرة ولغاية قرية ميراوك (Merauke) الواقعة في إريان جايا في أقصى الجنوب الشرقي، تعتبر جزر أو أرخبيل إندونيسيا هي جزر من أرخبيل أكبر هو أرخبيل الملايو والذي يشمل:
1. إندونيسيا
2. ماليزيا
3. الفلبين
4. بروناي
5. تيمور الشرقية
6. بابوا غينيا الجديدة
7. سنغافورة

ليكون تعداد الجزر الكلي ما بين 25000 - 30000 جزيرة.

## الجزر الرئيسية
الجزر الرئيسية في أندونيسيا هي ثلاثة جزر : جزر سوندا وجزر الملوك وجزيرة غينيا الجديدة :
- جزر سوندا وتقسم إلى سوندا الكبرى والصغرى:
  - جزر سوندا الكبرى والتي تقسم بدورها إلى أربعة جزر:
    - جزيرة جاوة
    - جزيرة بورنيو والمقسمة بين إندونيسيا (كليمنتان) وبروناي وماليزيا

(سراوق وصباح)
- -     - جزيرة سومطرة
    - جزيرة سولاوسي

  - جزر سوندا الصغرى
- جزر الملوك
- غينيا الجديدة وهي جزيرة مقسمة بين مقاطعيتين في أندونيسيا وهما : بابوا وباباو الغربية ومقاطعة بابوا غينيا الجديدة.

## قائمة الجزر
أما الجزر الأخرى فيمكن توزيعها حسب مقاطعات إندونيسيا :

### مقاطعات جزيرةجاوا

#### مقاطعةبنتن
- جزيرة سانغيانغ
- جزيرة بانايتان
- جزيرة تينجيل

#### مقاطعةجاكرتا
- الجزر الألف أو ما تعرف بمقاطعة بولاو سيريبو (Kepulauan Seribu) وهي مكونة من 105 جزر تقسم إلى :
  - شمال الجزر الألف
  - جنوب الجزر الألف

#### مقاطعةجاوة الغربية
- بولاو بياواك(جزيرة مونيتور ليزارد)، إندرامايو

#### مقاطعةجاوة الوسطى
- جزر كاريمون جاوة
- جزيرة نوسا كامبانجان

#### مقاطعةجاوة الشرقية
- جزيرة باويان
- جزر كانجيان
- جزيرة مادورا
- جزيرة راس
- جزيرة راجا
- جزيرة سيمبو

### سومطرة

#### مقاطعةآتشيه
وتشمل 199 جزيرة:
- جزر بانياك، وهي 99 جزيرة
  - جزيرة بالاي
  - جزيرة توانكو
- جزيرة لاسيا
- جزيرة ويه
- جزيرة سيمولو

#### سومطرة الشمالية
وتشمل 419 جزيرة:
- جزر نياس
- جزر هيناكو
- جزر باتو، مكونة من 51 جزيرة
- جزيرة بيرهالا، الوقعة في مضيق ملقا
- جزيرة جيك
- جزيرة ماكول
- ماسا
- جزيرة ساموسير، وتقع وسط بحيرة توبا في جزيرة سومطرة

#### سومطرة الغربية
- جزر مينتاواي : وتشمل:
  - سيبروت
  - سيبورا
  - باغاي الشمالية
  - باغاي الجنوبية
- جزيرة باسومباهان
- جزيرة سيكواي

#### لامبونغ
- جزيرة كراكاتوا
- جزيرة سيبوكو (هنالك جزيرة أخرى أيضا اسمها سيبوكو تقع قرب جزيرة بورنيو)
- جزيرة سيبيسي
- جزيرة ليغوندي

#### مقاطعةرياو
- جزيرة روبات
- جزيرة بانكاليس
- جزيرة بادانغ
- جزيرة رانغسانغ
- جزيرة تيبنغ تينجي
- جزيرة باسو

#### مقاطعةجزر رياو
وهي بحدود 3200 جزيرة
- جزر ناتونا
  - جزر جنوب ناتونا
  - جزر أنامباس
  - ناتونا الكبرى، أو (ناتونا بيسار)
  - أرخبيل تامبيلان
    - جزر باداس
- أرخبيل رياو
  - جزيرة باتام
  - جزيرة بنغوران
  - جزيرة بنتان
  - جزيرة بنينغات
  - جزيرة بولان
  - جزيرة غالانغ
  - كاريمون، (وهي غير جزيرة كاريمون جاوة)
  - جزيرة كوندور
  - جزيرة ريمبانغ
- جزر لينقا، وتشمل :
  - جزيرة لينقا، مع بعض الجزر القريبة منها
  - سينغكيب، مع بعض الجزر القريبة منها

#### جزر مقاطعةبانغكا - بليتونغ
- جزيرة بانغكا (أو بانكا) وهي غير جزيرة بانغكا (سولاويسي)
- جزيرة بليتونغ

### مقاطعاتكليمنتان

#### مقاطعةكالمنتان الشرقية
- جزر ديراوان
  - جزيرة كاكابان
- جزر بالابالاغان
- جزيرة بونيو
- جزيرة سيباتاك
- جزيرة تاراكان

#### مقاطعةكليمنتان الجنوبية
- جزر لاوت الصغرى
- جزيرة لاوت
- جزيرة سيبوكو (بورنيو)، (هنالك جزيرة أخرى أيضا اسمها سيبوكو تقع قرب جزيرة سومطرة)

#### مقاطعةكالمنتان الوسطى
- جزيرة دامار (كالمنتان)، (وهي غير جزيرة دامار (مالوكو))
- جزيرة بوايا
- جزيرة بورونغ
- جزيرة بانينغ

#### مقاطعةكالمنتان الغربية
- جزر كاريماتا
  - جزيرة كاريماتا
- جزيرة باوال
- جزيرة غالام
- جزيرة مايا كاريماتا

### مقاطعاتسولاوسي

#### مقاطعةسولاوسي شمال
- جزر تالاود
  - جزيرة كيراكيلانغ
  - جزيرة ساليبابو
  - جزيرة كاباروان
- جزر سينغيه
  - جزيرة سانغر
  - جزيرة نانيبا
  - جزيرة بوكايد
  - جزيرة سياو
  - جزيرة تاغولاندانغ
- جزيرة ليمبه
- جزيرة بوناكن
- جزيرة مانادو توا
- جزيرة ناين
- جزيرة تاليس
- جزيرة بانغكا (سولاوسي)

#### مقاطعةسولاوسي وسطى
- جزر توجيان
  - جزيرة توجيان
- جزر بانجاي
  - بيلانغ
  - جزيرة بانجاي
  - جزر بووكان وتشمل:
    - جزيرة بووكان
    - جزيرة لابوبو
    - جزيرة كيبونغان
    - جزيرة كيتودان
    - جزيرة تروبيتيناندو
    - جزيرة تيمباو
    - جزيرة سالو بيسار
    - جزيرة سالو كيسيل
    - جزيرة ماسيب
    - جزيرة بانغكولو

#### مقاطعةسولاوسي جنوب
- جزر بابيرينغ
- جزر سابالانا
- جزر تينغاه
- جزر سيلايار، وتشمل 73 جزيرة، أكبرها:
  - جزيرة سيلايار
- جزر تاكابونيرات

#### مقاطعةسولاوسي جنوب شرق
- جزر توكانغبيسي
  - جزر واكاتوبي
    - جزيرة وانغي-وانغي
- جزيرة ووني
- جزيرة بوتون
- جزيرة مونا
- جزيرة كاباينا

### مقاطعاتجزر سوندا الصغرى

#### مقاطعةبالي
- بالي
- جزيرة بينيدا
- جزيرة ليمبونغان
- جزيرة سينينغان

#### مقاطعةنوسا تنقارا الغربية
- جزيرة لومبوك
- جزيرة سومباوا
- جزيرة سينغيانغ
- جزيرة مويو
- جزيرة ساتوندا

#### مقاطعةنوسا تنقارا الشرقية
- جزر ألور، وتشمل 14 جزيرة إضافة إلى (تيمور الشرقية)
  - جزيرة ألور
  - جزيرة كيبا
  - جزيرة بانتار
- جزر فلوريس
  - جزيرة بابي
- جزيرة كومودو
- جزيرة بالو
- جزيرة رنكا
- جزيرة روتي
- جزيرة سافو (وكذلك تسمى ساوو أو سابو)
- جزر سولور
  - جزيرة أدونارا
  - جزيرة ليمباتا
  - جزيرة سولور
- جزيرة سومبا
- تيمور، مقسمة بين إندونيسيا (تيمور الغربية)، ودولة مستقلة هي تيمور الشرقية

### مقاطعاتمالوكو

#### مقاطعةمالوكو
- جزيرة بورو
- جزيرة سيرام
  - جزيرة أمبون (أمبوينا)
  - جزيرة ساباروا
- أرخبيل غورونغ
- أرخبيل واتوبيلا
- جزر باندا
- جزر تاياندو
- جزر كاي
- جزر آرو
  - جزيرة إينو
  - جزيرة كوبرور
  - جزيرة ميكور
  - جزيرة ترانغان
  - جزيرة ووكام
- جزر تانيمبار
  - جزيرة سيلارو
  - جزيرة يامدينا
- جزيرة بابار
- جزر بارات دايا
  - جزيرة ليران
  - جزيرة دامار (مالوكو)، (وهي غير جزيرة دامار (كليمنتان))
  - جزيرة رومانغ
  - جزيرة ويتار
- جزر ليتي
- مجموعة من الجزر البركانية الصغيرة في بحر باندا

#### مقاطعةمالوكو شمالية
- جزيرة هلما هيرا، ومن الجزر القريبة منها :
  - جزيرة ماكيان
  - جزيرة موروتاي
  - جزيرة تيرنات
  - جزيرة تيدور
- جزيرة باكان
- جزر ويدي
- جزر أوبي
- جزر سولا

### مقاطعاتغينيا الجديدة
وتمثل الجزر الواقعة بالقرب من جزيرة غينيا الجديدة والتي يتبع نصفها لإندونيسيا

#### مقاطعةبابوا الغربية
وتتكون من 610 جزر، منها 35 جزيرة فقط مأهولة بالسكان.
- جزر آسيا
- جزر أيو
  - جزيرة أيو (بولاو أيو)
  - جزيرة ريني (بولاو أيو)
- جزر راجا أمبات
  - جزيرة باتانتا
  - جزيرة ميسول
  - جزيرة وايجيو
  - جزيرة كوفياو
  - جزيرة سالاواتي
    - جزيرة غام
    - جزيرة كاوه

  - إضافة إلى جزر أصغر وتشمل: جزر فام وجزر بو
- جزيرة كاراس
- جزيرة سيماي

#### مقاطعةبابوا
- جزر بياك (جزر شوتن)
  - جزيرة بياك
  - جزيرة نومفور
  - جزيرة يابن
  - جزيرة ميوس نوم
  - جزيرة سوبيوري
- جزيرة كوموران
- جزيرة يوس سودارسو